# Slovoed
Slovoed — серия многоязычных электронных словарей и разговорников для мобильных устройств от компании Paragon Software Group.
Серия содержит 180 словарей от различных российских и зарубежных издательств, касающихся 38 языков, доступных в приложении для операционных систем iOS (c 2013 года) и, с 2014 года, Android.
Англо-русский говорящий словарь Slovoed Deluxe создан российскими лингвистами В. К. Мюллером и А. И. Смирницким и основан на словарной базе российского издательства «Дрофа», он содержит 100 тысяч слов и словосочетаний с примерами произношения.